# Нортбрук (Іллінойс)
Нортбрук (англ. Northbrook) — селище (англ. village) в США, в окрузі Кук штату Іллінойс. Населення — 35 222 особи (2020).

## Географія
Нортбрук розташований за координатами 42°7′47″ пн. ш. 87°50′7″ зх. д. / 42.12972° пн. ш. 87.83528° зх. д. (42.129649, -87.835143).  За даними Бюро перепису населення США в 2010 році селище мало площу 34,33 км², з яких 34,16 км² — суходіл та 0,17 км² — водойми.

### Клімат
| Клімат : Нортбрук     | Клімат : Нортбрук | Клімат : Нортбрук | Клімат : Нортбрук | Клімат : Нортбрук | Клімат : Нортбрук | Клімат : Нортбрук | Клімат : Нортбрук | Клімат : Нортбрук | Клімат : Нортбрук | Клімат : Нортбрук | Клімат : Нортбрук | Клімат : Нортбрук | Клімат : Нортбрук |
| Показник              | Січ.              | Лют.              | Бер.              | Квіт.             | Трав.             | Черв.             | Лип.              | Серп.             | Вер.              | Жовт.             | Лист.             | Груд.             | Рік               |
| Середній максимум, °C | 0,0               | 2,2               | 7,2               | 13,9              | 20,0              | 25,6              | 28,3              | 27,2              | 23,3              | 16,7              | 9,4               | 2,2               | 14,7              |
| Середній мінімум, °C  | −8,9              | −7,2              | −2,2              | 3,3               | 8,3               | 13,9              | 17,2              | 16,7              | 12,2              | 5,6               | 0,6               | −6,7              | 4,5               |
| Норма опадів, мм      | 46                | 46                | 60                | 91                | 102               | 93                | 92                | 121               | 88                | 82                | 78                | 61                | 960               |
| --------------------- | ----------------- | ----------------- | ----------------- | ----------------- | ----------------- | ----------------- | ----------------- | ----------------- | ----------------- | ----------------- | ----------------- | ----------------- | ----------------- |
| Джерело: Weather.com  |                   |                   |                   |                   |                   |                   |                   |                   |                   |                   |                   |                   |                   |

## Демографія
Згідно з переписом 2010 року, у селищі мешкало 33 170 осіб у 12 642 домогосподарствах у складі 9522 родин. Густота населення становила 966 осіб/км².  Було 13434 помешкання (391/км²).
Расовий склад населення:
| - 86,1 % — білих - 11,7 % — азіатів - 0,6 % — чорних або афроамериканців |

До двох чи більше рас належало 1,2 %. Частка іспаномовних становила 2,5 % від усіх жителів.
За віковим діапазоном населення розподілялося таким чином: 23,5 % — особи молодші 18 років, 54,1 % — особи у віці 18—64 років, 22,4 % — особи у віці 65 років та старші. Медіана віку мешканця становила 48,0 року. На 100 осіб жіночої статі у селищі припадало 91,7 чоловіків;  на 100 жінок у віці від 18 років та старших — 88,0 чоловіків також старших 18 років.
Середній дохід на одне домашнє господарство  становив 159 443 долари США (медіана — 118 480), а середній дохід на одну сім'ю — 187 088 доларів (медіана — 143 551). Медіана доходів становила 103 981 долар для чоловіків та 74 503 долари для жінок. За межею бідності перебувало 2,4 % осіб, у тому числі 1,8 % дітей у віці до 18 років та 3,9 % осіб у віці 65 років та старших.
Цивільне працевлаштоване населення становило 14 510 осіб. Основні галузі зайнятості: освіта, охорона здоров'я та соціальна допомога — 24,1 %, науковці, спеціалісти, менеджери — 18,8 %, фінанси, страхування та нерухомість — 16,0 %.